# What Will the Neighbours Say?
What Will The Neighbours Say? este al doilea album de studio al grupului britanic Girls Aloud. Acesta a fost lansat pe data de 29 noiembrie 2004 și a devenit cel mai bine vândut album de studio, din cariera trupei și al doilea în total, doar după albumul The Sound Of Girls Aloud. 

## Track listing
| #   | Titlul                                                      | Durata |
| --- | ----------------------------------------------------------- | ------ |
| 1.  | "The Show"                                                  | 3:36   |
| 2.  | "Love Machine"                                              | 3:25   |
| 3.  | "I'll Stand By You"                                         | 3:43   |
| 4.  | "Jump"                                                      | 3:39   |
| 5.  | "Wake Me Up"                                                | 3:27   |
| 6.  | "Deadlines & Diets" Writers: M. Cooper, B. Higgins, M. Gray | 3:57   |
| 7.  | "Big Brother"                                               | 3:58   |
| 8.  | "Hear Me Out"                                               | 3:42   |
| 9.  | "Graffiti My Soul"                                          | 3:14   |
| 10. | "Real Life"                                                 | 3:41   |
| 11. | "Here We Go"                                                | 3:45   |
| 12. | "Thank Me Daddy"                                            | 3:22   |
| 13. | "I Say A Prayer For You"                                    | 3:33   |
| 14. | "100 Different Ways"                                        | 3:41   |

## Girls Aloud și scrierea pieselor
Fiecare dintre membrele grupului a contribuit la scrierea pieselor. Astfel fetele au ajutat la compunerea textului pentru:
- "Big Brother" - Cheryl Cole
- "Hear Me Out" - Sarah Harding
- "Thank Me Daddy" - Kimberley Walsh
- "I Say a Prayer for You" - Nicola Roberts
- "100 Different Ways" - Nadine Coyle

Fiecare compnentă cântă majoritatea cântecului compus, spre exemplu Nicola Roberts cântă singură "I Say a Prayer for You".

## Single-uri Lansate

### The Show
Single-ul a debutat pe locul #2 în clasamentul din Regatul Unit, având vânzări de peste 28,000 unități în prima săptămână. Single-ul a vândut aproape 90,000 de unități în total. În Irlanda single-ul a reușit să ajungă până pe locul #5. În Grecia, The Show a devenit cel mai de succes single al grupului, ajungând până pe prima poziție în clasamentul grec. În România piesa a ajuns doar până pe locul #100.

### Love Machine
Love Machine a debutat pe locul #2 în clasamentele din Marea Britanie, având vânzări de peste 35,000 de unități. Single-ul a rămas pe locul #2 și în a doua săptămână. Single-ul s-a vândut în peste 145,000 de unități în UK. În Irlanda single-ul a reușit doar un loc #9, nereușind să ajungă în primele două, cum au reușit toate single-urile până atunci. În România piesa a fost un adevărat succes în comparație cu tot ce a lansat grupul de la Sound of The Underground, fiind al doilea single de top 50 al grupului. Deși a ajuns doar pe locul #50, piesa a petrecut peste 15 săptămâni în clasamentul de difuzări din țara nostră.

### I'll Stand By You
I'll Stand By You a debutat direct pe locul #1 în clasamentul oficial din Marea Britanie, având vânzări de peste 57,000 de unități în prima săptămână. Single-ul a rămas pe prima poziție a clasamentului și în a doua săptămâna, având vânzări de peste 29,000 de unități, blocându-le pe Destiny's Child să ajungă pe prima poziție a clasamentului cu hitul lor Lose My Breath, care a staționat pe locul #2 timp de patru săptămâni, având șanse să le înlăture de pe prima poziție pe Girls Aloud. În Irlanda single-ul nu a atins prima poziție și nici a doua, după cum au reușit precedentele single-uri dar a fost un adevărat succes, petrecând nouă săptămâni în top 5. La posturile de radio din UK piesa a primit difuzări masive, reușind un loc #9 în clasamentul difuzărilor, devenind primul single de la Sound Of The Underground care să ajungă în top 10. În clasamentul de descărcări digtale, single-ul a atins poziția cu numărul #5. Vânzările totale ale single-ului s-au ridicat la peste 185,000 de unități, primind discul de Argint.

### Wake Me Up
"Wake Me Up" a fost primul single Girls Aloud care a scăpat primele trei poziții ale clasamentului din Marea Britanie. Wake Me Up a debutat pe locul #4 în UK Singles Chart, vânzările din prima săptămână fiind de peste 16,000 de unități, fără a urca mai sus. În clasamentul din Irlanda single-ul a atins poziția cu numărul #6.

## Clasamnete și certificate
| Clasament (2004)      | Poziția maximă | Certification |
| --------------------- | -------------- | ------------- |
| UK Albums Chart       | 6              | Platină       |
| European Albums Chart | 9              |               |
| Irish Albums Chart    | 12             | 2x Platină    |
| United World Chart    | 43             |               |
| Estonia Albums Charts | 88             |               |